# Haffneria grandis
Haffneria grandis är en insektsart som först beskrevs av Piaget 1880.  Haffneria grandis ingår i släktet Haffneria och familjen fjäderlöss. Inga underarter finns listade i Catalogue of Life.